# Kościół Nawiedzenia Najświętszej Marii Panny w Warszawie

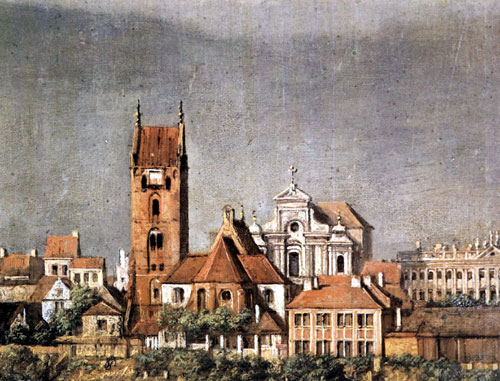
Kościół Nawiedzenia Najświętszej Marii Panny w Warszawie na obrazie Canaletta z 1770

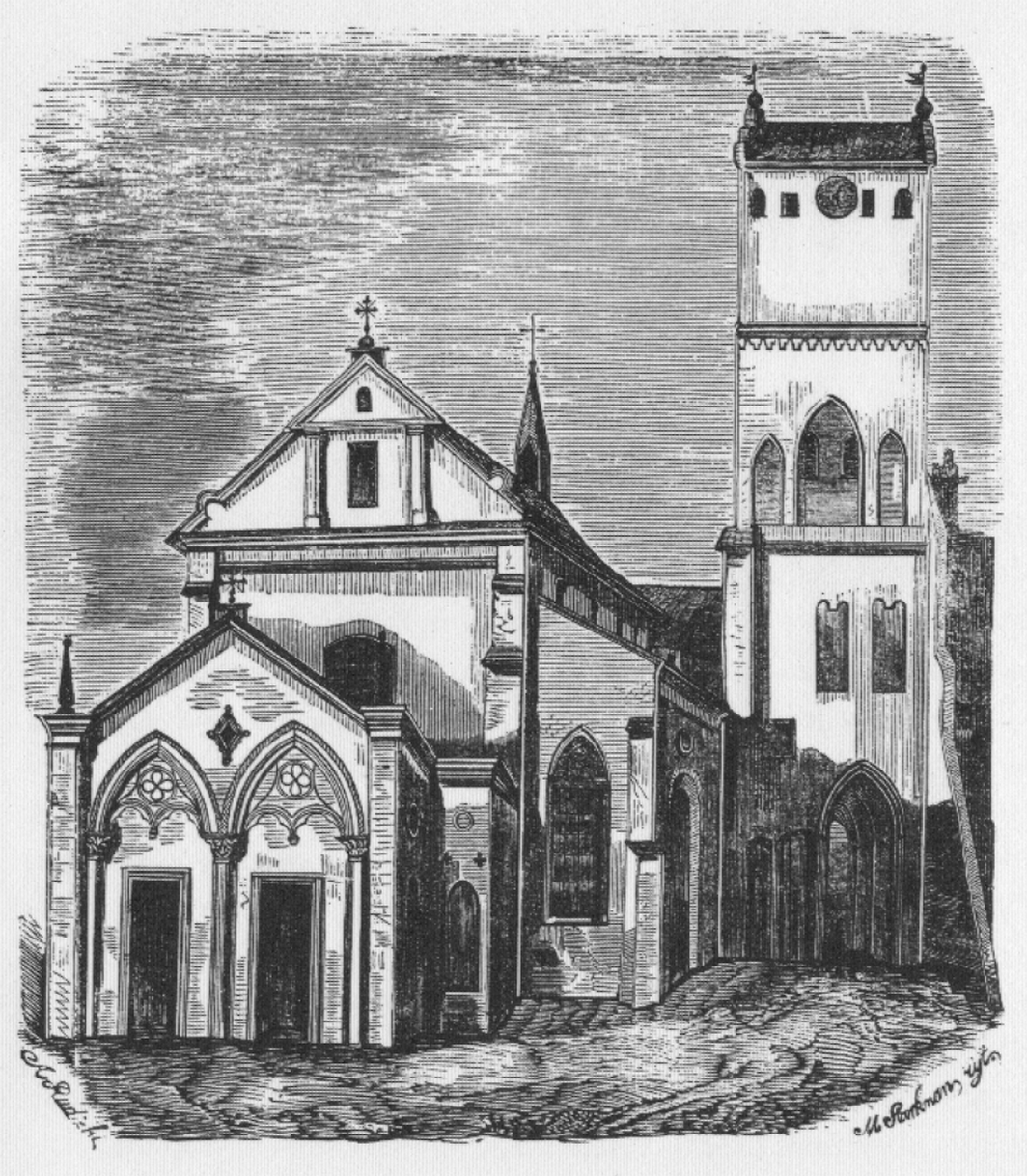
Świątynia na drzeworycie Michała Starkmana z ok. 1855

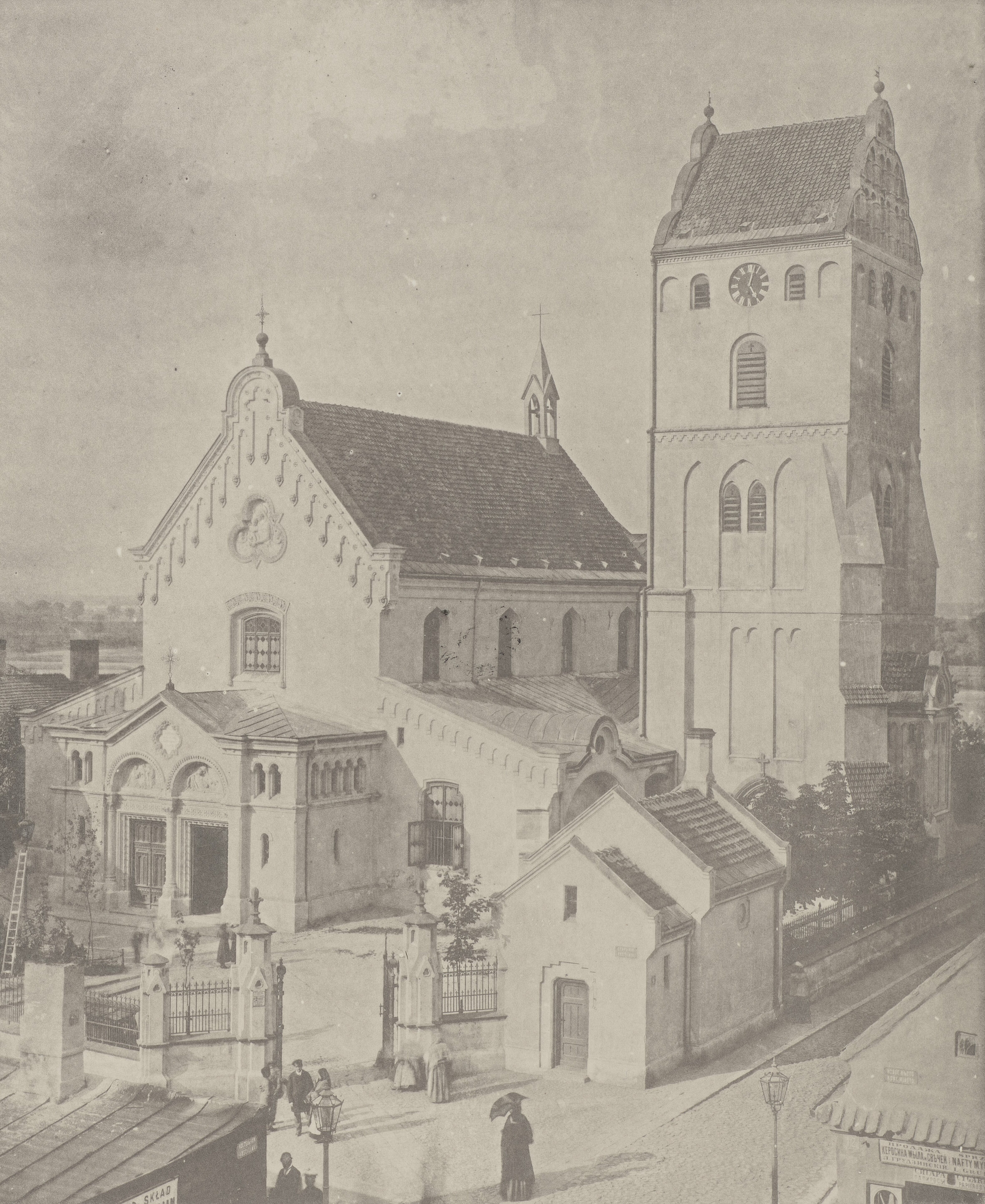
Widok kościoła przed 1900

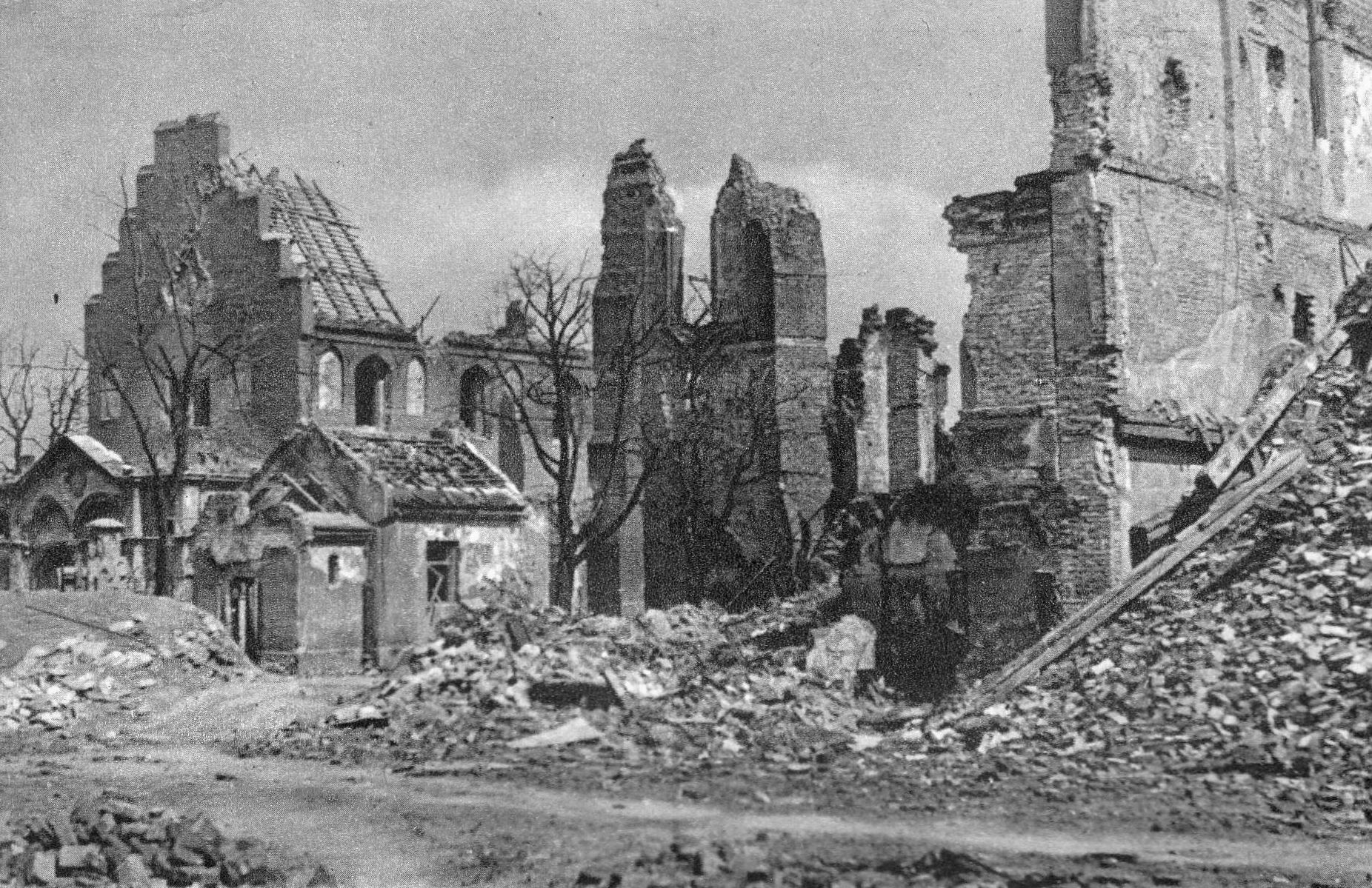
Zniszczony kościół w 1945

Kościół Nawiedzenia Najświętszej Marii Panny – kościół znajdujący się na Nowym Mieście w Warszawie przy ul. Przyrynek 2. Dawny kościół parafialny dla Nowej Warszawy.
Kościół został zbudowany w 1411 w stylu gotyckim i jest tym samym jedną z najstarszych świątyń Warszawy. W XIX i XX w. był wielokrotnie przebudowywany. Podczas obrony Warszawy we wrześniu 1939 został uszkodzony, a w 1944 spalony przez Niemców. Odbudowano go w latach 1947–1966.

## Historia kościoła
Kościół został wzniesiony na skarpie wiślanej, według podania w miejscu pogańskiej świątyni. Został ufundowany w 1409 przez księcia Janusza Starszego i jego żonę Danutę Annę. W 1411 poświęcony przez biskupa Wojciecha Jastrzębca. Przy świątyni urządzono cmentarz. Wkrótce kościół został świątynią rybaków i rzemieślników oraz zasłynął z tego, że kazania były tu prowadzone również po niemiecku.
W II połowie XV w. jednonawowa świątynia została rozbudowana i przekształcona na trójnawową bazylikę, głównie za sprawą Bolesława IV księcia warszawskiego i zakroczymskiego. W I poł. XVI w. do południowej ściany świątyni dobudowano wieżę-dzwonnicę. 
14 stycznia 1562 król Zygmunt August nadał kapitule kościoła św. Jana prawo zarządzania kościołem Nawiedzenia NMP, łącznie z przeznaczaniem dochodów na swoje potrzeby i wyznaczaniem wikariuszy. Taki stan trwał przez prawie 40 lat, kiedy to biskup Jędrzej Opaliński 30 kwietnia 1608 postanowił, że kościół będzie miał swojego stałego proboszcza (praepositusa).

Józef Łukaszewicz taką zamieszcza wzmiankę o kościele (fragmenty, pisownia oryginalna):
W roku 1641 wizytował go Jan Branecki, arichidyakon pszczewski, scholastyk warszawski, dnia 12. Marca i dni następnych, i tak go opisuje: „Kościół Panny Maryi w Nowem mieście warszawskiem jest murowany wraz z wieżą swoją, w której się dzwony znajdują. Prawo kollacyi tego kościoła służy Prześwietnej kapitule warszawskiej, od której rządca (rector, proboszcz, pleban) jego teraźniejszy ma wyznaczony sobie pewny dochód coroczni. Zresztą w kościele tym odbywa się wszystko w myśl wizyty Wężyka odbytej dnia 15. Kwietnia 1626 roku”. Podług wizyty Braneckiego kościół zawierał w sobie 11 ołtarzy, prócz wielkiego ołtarza, posiadał piękne organy, a organistą przy nim był ksiądz Mikołaj Beda. Na wieży prócz dzwonów był zegar, który naprawiał jakiś Kowalewski, zegarmistrz warszawski. Nabożeństwo w nim odprawiało, prócz proboszcza, sześciu mansyonarzy, ustanowionych tu w roku 1523 przez Stanisława de Strzelcze, kanonika wrocławskiego, płockiego i poznańskiego. Kościół był świeżo restaurowany przez ówczesnego proboszcza, księdza Mateusza Jagodowicza, O.P.D, który nadto jeszcze kościół upiększył i dał w nim posadzkę kamienną. Kaplica w tym kościele była w roku 1641 tylko jedna pod tytułem ś. Benona. W niej odprawiało się nabożeństwo w języku niemieckim, dla Niemców katolików osiadłych w Warszawie. W tej samej kaplicy Węgrzy bawiący w Warszawie odprawiali nabożeństwo w swoim języku… W dziewięciu domach kościelnych, zapewne drewnianych, mieścili się proboszcz, mansyonarze, organista i inni słudzy kościelni. Prócz tego posiadał kościół obszerne place, na których samowolnie pobudowało się wielu mieszkańców Warszawy, z którymi wspomniany wyżej X. Jagodowicz proboszcz Panny Maryi rozpoczął proces w roku 1640 o odmawiany przez tych mieszkańców czyńsz kościołowi i nieuznawanie nad sobą zwierzchności proboszcza kościoła Panny Maryi. …
Podczas wojny ze Szwedami w 1656 kościół został spalony. Został odbudowany do ok. 1690. W XIX i XX wieku kościół był wielokrotnie przebudowywany i zatracił cechy świątyni średniowiecznej. W XIX w.  m.in. przebudowano wieżę środkową, wykonano nowy dach. W 1829 r. rozebrano i zmodernizowano stare organy. W latach 1906–1915 budowla została regotycyzowana pod kierunkiem Józefa P. Dziekońskiego i Stefana Szyllera. 
Świątynia została zniszczona podczas powstania warszawskiego w sierpniu 1944. Podczas odbudowy w latach 1947–1952 przywrócono jej pierwotny wygląd. Było to możliwe dzięki wielu wcześniejszym panoramom miasta, na których był widoczny. Podczas stanu wojennego działało tu Duszpasterstwo Środowisk Twórczych, a najwybitniejsi literaci i aktorzy przygotowywali programy o charakterze patriotycznym, które ściągały tłumy.
Na terenie kościoła stoi też niewielki pomnik przedstawiający Waleriana Łukasińskiego.
W 1965 roku świątynia (wraz z dzwonnicą, plebanią i organistówką) została wpisana do rejestru zabytków.

## Architektura kościoła
Kościół Nawiedzenia NMP jest przysadzisty, ma schodkowy szczyt, wysmukłe blendy (ozdobne wgłębienia w murze), ostrołukowy portal i niskie, szerokie nawy podparte skarpami. Do tylnej ściany tej gotyckiej budowli dobudowano w XVII i XVIII w. dwie białe, barokowe, kwadratowe kaplice przykryte zielonymi hełmami. Z tyłu są też małe latarenki. W ciemnym wnętrzu zobaczyć można neogotycki ołtarz z obrazem, na którym widnieje scena Nawiedzenia, czyli spotkania Matki Boskiej ze św. Elżbietą. Istnieje też metalowa rzeźba Jezusa przy zamykającej prawą nawę kaplicy Miłosierdzia Bożego.
Teren kościoła jest otoczony kamiennym murkiem. Skwer (dawny cmentarz) obsadzono wysokimi kasztanowcami. Znajdują się tu drewniany krzyż z napisem „Ratuj duszę swoją” oraz figurka Matki Boskiej z 1870 roku („Ja, Matka Pięknej miłości, Bogobojności, Uznania i Nadziei Świętej”).